# اوسترونوفنوی، استان مورمانسک
شهر اوسترونوفنوی، اوبلاست مورمانسک (به روسی: Островной) در کشور روسیه و در اوبلاست مورمانسک واقع شده‌است.